# Естеґлал
«Естеґла́л» (перс. استقلال تهران) — іранський футбольний клуб із Тегерана, заснований 1945 року. Виступає у найвищому дивізіоні Ірану. Раніше клуб був відомий як Тадж (перс. تاج)
Естеґлал є найпопулярнішою командою в Ірані та Азії.

## Досягнення

### Офіційні
- Чемпіонат Ірану:
  -  Чемпіон (9): 1970–71, 1974–75, 1989–90, 1997–98, 2000–01, 2005–06, 2008–09, 2012–13, 2021–22
  -  Срібний призер (11): 1973–74, 1991–92, 1994–95, 1998–99, 1999–2000, 2001–02, 2003–04, 2010–11, 2016–17, 2019–20, 2023–24

- Кубок Хазфі
  -  Володар (8): 1976–77, 1995–96, 1999–00, 2001–02, 2007–08, 2011–12, 2017–18, 2024–25
  -  Фіналіст (7): 1989–90, 1998–99, 2003–04, 2015–16, 2019–20, 2020–21, 2022–23

- Суперкубок Ірану
  -  Володар (1): 2022

- Чемпіонат остану Тегеран:
  -  Чемпіон (13): 1949–50, 1951–52, 1957–58, 1959–60, 1960–61, 1961–62, 1963–64, 1970–71, 1971–72, 1972–73, 1983–84, 1985–86, 1991–92
  -  Срібний призер (7): 1946–47, 1951–52, 1958–59, 1969–70, 1982–83, 1989–90, 1990–91

- Кубок остану Тегеран
  -  Володар (4): 1947, 1951, 1959, 1961

- Ліга чемпіонів АФК
  -  Чемпіон (2): 1969–70, 1990–91
  -  Срібний призер (2): 1991, 1998–99

### Неофіційні
- Кубок Каспія з футболу:
  -  Володар (1): 1996

- Кубок квартету Кіш з футболу:
  -  Володар (1): 1996

- Кубок Іттіхад з футболу:
  -  Володар (1): 1973

- Кубок Президента Туркменістану:
  -  Володар (1): 1998

- Бордолой трофі:
  -  Володар (1): 1989

- Кубок Мілз:
  -  Володар (4): 1969, 1970, 1971, 1989
  -  Фіналіст (1): 1972

- Кубок незалежності Катару з футболу:
  -  Володар (1): 1991

- Кубок чотирьох Емірейтс:
  -  Фіналіст (1): 1996

- Кубок Шохада:
  -  Фіналіст (1): 2014

## Відомі гравці
- Тарлан Ахмедов
- Араш Борхані
- Сироус Дінмохаммаді
- Фархад Маджиді
- Алі Реза Мансурян
- Джавад Некунам
- Мехді Пашазаде
- Мехді Рахматі
- Хасан Ровшан
- Вахід Талеблу
- Реза Енаяті
- Андранік Ескандарян
- Ріналдо Крусадо
- Саша Ілич
- Джей-Ллойд Семюел